# Oh Cecilia (Breaking My Heart)
"Oh Cecilia (Breaking My Heart)" é uma canção da banda de pop britânica The Vamps, adaptada da canção "Cecilia" de Simon & Garfunkel. A versão original aparece no seu álbum de estreia Meet the Vamps (2014), porém mais tarde foi lançada uma versão com a participação do cantor canadense Shawn Mendes em 12 de outubro de 2014 como o quinto single do álbum.
A canção entrou para as paradas musicais da Austrália, Irlanda, Nova Zelândia, Escócia e no Reino Unido (aonde atingiu a nona posição e se tornou o quinto single consecutivo da banda a entrar para o top 10).

## Antecedentes
"Oh Cecilia (Breaking My Heart)" é uma adaptação do hit de 1970 de Simon & Garfunkel "Cecilia", com sample na canção. A letra é original, mas contém o refrão da versão de 1970 (Cecilia, you're breaking my heart / You're shaking my confidence daily / Oh Cecilia I'm down on my knees / I'm begging you please to come home).

## Videoclipe
Existem dois videoclipes da canção: Um deles contém a banda e Shawn Mendes naufragados numa área e enviam SOS a cada sinal de avião e o outro é em apoio à caridade e contém várias celebridades do YouTube.

## Lista de faixas
- Download digital[4]

1. "Oh Cecilia (Breaking My Heart)" (com participação de Shawn Mendes) – 3:14
2. "Hurricane" – 3:19

- Download digital - Acústica[5]

1. "Oh Cecilia (Breaking My Heart)" (The Basement Acoustic Mix) - 3:23

"Download digital - versão com artistas do YouTube
1. "Oh Cecilia (Breaking My Heart)" (YouTube Stars Version) - 3:21

- CD

1. "Oh Cecilia (Breaking My Heart) (ao vivo na O2 Arena)" - 3:16
2. "Teenagers" - 2:40
3. "Dear Maria, Count Me In/Sugar We're Going Down (Medley)" - 2:53
4. "Girls On TV (ao vivo na O2 Arena)" - 3:40

## Desempenho comercial
| Tabela (2014)                     | Melhor posição |
| --------------------------------- | -------------- |
| Austrália (ARIA)                  | 46             |
| Irlanda (IRMA)                    | 42             |
| Nova Zelândia (Recorded Music NZ) | 13             |
| Escócia (Scottish Singles Chart)  | 3              |
| Reino Unido (UK Singles Chart)    | 9              |

### Certificações e Vendas
| País              | Certificação | Vendas   |
| ----------------- | ------------ | -------- |
| Reino Unido (BPI) | : Prata      | 200.000+ |